# Dișcova, Orhei
Dișcova este un sat din cadrul comunei Puțintei, din raionul Orhei, Republica Moldova.

## Istorie
Satul a fost atestat în anul 1582:
„Petru voievod, cu mila lui Dumnezeu domn al Țării Moldovei. Iată a venit înaintea noastră și înaintea boierilor noștri Mărica, fiica lui Bainschi, biv pârcălab, de a ei bunăvoie, de nimeni silită nici asuprită, și a vândut dreapta ei ocină și cumpărătură a tatălui ei, Bainschi, jumătatea din partea de sus a satului Dișcova, și jumătate... și din moară pe Cula și cu mori pe Vatic, din ispisocul de întăritură, pe care l-a avut tatăl ei Bainschi de la domnia mea, și a vândut-o slujii noastre lui Isac Morozianul diac, pentru o sută treizeci taleri bani numărați. Iar ispisocul, pe care l-a avut pentru acia jumătate de sat, partea de sus, încă l-a dat în mâinile slugii noastre Isac Morozianul. Drept acel, ca să-i fie lui... ocină și cumpărătură cu tot venitul, iar altul să nu se amestece.

Scris în Iași anul 7090 <1582> martie 30.”